# Jean-Baptiste Del Amo
Jean-Baptiste Del Amo (pseudónimo de Jean-Baptiste Garcia, Toulouse, 25 de noviembre de 1981) es un escritor francés  nieto de emigrantes republicanos españoles. Algunos de los temas recurrentes en su obra son la muerte, la búsqueda de la identidad, el cuerpo y la sexualidad. Sus libros han sido traducidos al alemán, el rumano, el italiano y el castellano.

## Biografía
Tras un breve periodo como estudiante de literatura, pasa varios meses trabajando en África al servicio de una asociación de lucha contra el VIH. Esta experiencia será el germen de su primera obra, el relato Ne rien faire, que en 2006 obtuvo el Prix du jeune écrivain de langue française.
A finales de agosto de 2008, apareció su primera novela, Une éducation libertine, en Éditions Gallimard. El libro narra la vida del joven Gaspard, que llega procedente del campo al París de 1760. La acción se desarrolla en distintos estratos del París prerrevolucionario, desde la agitación portuaria del Sena al refinamiento de los salones parisinos del XVIII. La crítica acogió favorablemente el libro, situó al autor «a caballo entre Patrick Süskind y el Marqués de Sade» y describió su prosa como «carnal y clásica». Ese año, Del Amo quedó finalista del Premio Goncourt (junto a Jean-Marie Blas de Roblès, Michel Le Bris y Atiq Rahimi), y en marzo del año siguiente obtuvo por unanimidad el Prix Goncourt du Premier Roman. El 25 de junio de 2009, la Academia Francesa le otorgó el Premio François Mauriac y, a finales de septiembre, recibió el Prix Laurent-Bonelli Virgin-Lire. La novela fue reeditada en formato de bolsillo en la popular colección Folio en marzo de 2010.
También en 2010 apareció la segunda novela de Del Amo, Le Sel, ambientada en el puerto de Sète, en la que se relata una reunión familiar que dará pie a una serie de recuerdos en torno a la historia de la familia y la figura de un padre desaparecido.

## Obra
- Ne rien faire et autres nouvelles, París, Buchet-Chastel, 2006.
- Une éducation libertine, París, Gallimard, 2008. [Una educación libertina, trad. Lydia Vázquez, Barcelona, Cabaret Voltaire, 2011.]
- Hervé Guibert, photographe, París, Gallimard, 2010.
- Le sel, París, Gallimard, 2010. [La sal, trad. Lydia Vázquez, Barcelona, Cabaret Voltaire, 2013.]
- Pornographia, París,  Gallimard, 2013. [Pornographia, trad. Lydia Vázquez, Barcelona, Cabaret Voltaire, 2014.]
- Règne animal, París,  Gallimard, 2016. [Reino animal, trad. Lydia Vázquez, Barcelona, Cabaret Voltaire, 2017.]